# ورلانه
ورلانه (صربی: Vrlane}} یک منطقهٔ مسکونی در صربستان است که در Svilajnac واقع شده‌است.
 ورلانه  ۱۸۰ نفر جمعیت دارد.